# Unglücksbalken
Als Unglücksbalken bezeichnet man an Bäumen Äste, die durch ihre eigene Last übermäßig belastet wurden, so dass auf ihnen Längsrisse auftreten. Ein solcher Ast wird in nächster Zeit brechen. Aus Gründen der Verkehrssicherungspflicht sind umgehend Gegenmaßnahmen zu ergreifen, wenn sich ein solcher geschädigter Ast über einen Weg oder ähnlichem befindet.
Ursache für den Riss sind Zugspannungen quer zur Faserrichtung des Holzes, Drehwuchs begünstigt das Auftreten dieses Schadbildes.